# Joseph Estrada
José Ejército y Marcelo, más conocido como Joseph Erap Estrada (Tondó, Manila; 19 de abril de 1937), es un político y actor filipino, Presidente de la República entre 1998 y 2001. Ganó fácilmente la elección de 1998 asumiendo el 30 de junio de 1998, con Gloria Macapagal Arroyo como su vicepresidenta. Sin embargo su presidencia pronto fue perseguida por escándalos de soborno y de corrupción. El 19 de enero de 2001 el Tribunal Supremo lo destituyó, sucediéndole la entonces vicepresidenta Gloria Macapagal Arroyo. 
Durante los dos primeros años de su mandato, no aplicó prácticamente ninguna medida social, sino al contrario, quebró la frágil paz con las diferentes facciones islámicas. Al quebrar los acuerdos con los diversos frentes insurgentes, Estrada dio mayor cabida a la solución militar, pero sin contar con los correspondientes recursos.

## Acusaciones de corrupción
En octubre de 2000, el amigo cercano de Estrada Chavit Singson reveló que él personalmente le había dado al presidente Estrada P400 millones en compensación por jueteng así como P180 millones del subsidio de precios del gobierno para la comercialización cooperativa de tabaco agricultores. Esto condujo a la presentación de un juicio político contra Estrada el 13 de noviembre de 2000. Reps. Heherson Álvarez, Teodoro Casiño y Teresita Quintos Deles presentaron una denuncia contra Estrada por los siguientes motivos: soborno, recibiendo jueteng payola de P10 millones por mes de los señores de jueteng, tomando P130 millones del tabaco impuesto supuestamente para los gastos de la elección presidencial de 1998, participación directa en el negocio de bienes raíces de su familia que construyó unas 36 casas adosadas en Vermont Park Executive Village, ciudad de Antipolo, juró su SALN con negocios de interés familiar en solo tres empresas, aunque según los registros del gobierno, él era accionista, su esposa, amantes y sus hijos en 59 i compañías, intentando exonerar a Dante Tan amigo Estrada de las acusaciones de tráfico de información privilegiada y manipulación de precios de acciones por parte de Best World Gaming, encubriendo los presuntos abusos de sus dos hijos que Jinggoy Estrada pelearon con médicos en un hospital sala de emergencias y Jude Estrada, quien voló un avión del gobierno a Cagayán de Oro y se fue sin pagar sus cuentas de hotel y restaurante, nombrando a su prima Cecilia Ejercito de Castro como asistente presidencial, aunque ella afirmó que no lo conocía en el punto álgido del escándalo de libros de texto de 1998, nombrando a "más de cien comparadores como asesores, consultores y asistentes presidenciales", activos en rápido crecimiento en el negocio de su familia, él mismo se unió al negocio y su familia y amigos, liberación de P100 millones en fondos de sorteos de caridad a una fundación en el Dirección de su casa, violando el juramento del cargo cuando proporcionó camionetas de lujo de contrabando a miembros de su gabinete y violando una decisión de la Corte Suprema de 1994 al nombrar a Ramón Cárdenas, Magdangal Elma, Robert Aventajado, Ric Tan Legada, Gaudencio Mendoza y Raúl de Guzmán en numerosos puestos de gobierno. 
El tribunal de acusación fue presidido por el presidente del Tribunal Supremo Hilario Davide, Jr.. Estrada se declaró "inocente" y contrató al expresidente del Tribunal Supremo Andrés Narvasa ya Estelito Mendoza como sus abogados. En la acusación de Estrada el 22 de diciembre, Clarissa Ocampo vicepresidenta sénior de Equitable PCI Bank testificó que Estrada estaba a un pie de distancia de él cuando Estrada firmó los documentos de "José Velarde" relacionados con un acuerdo de inversión de P500 millones con su banco en febrero. 2000. El primer sobre abierto por el tribunal el mes pasado contenía registros bancarios de la cuenta de José Velarde que incluían una cuenta fiduciaria certificada por Ocampo. En la corte de juicio político, el Senado votó 11-10 para no abrir el segundo sobre que contenía detalles de las cuentas de José Velarde con EquitablePCI Bank. En 2001, la subcomisionada de Rentas Internas, Lilian Hefti, se refirió a “José Velarde” como parte de los activos de Joseph Estrada (también conocido como José Velarde y Kelvin García). También se descubrieron P1.107 billones en efectivo y activos en otra cuenta de "Jose Velarde" en el Banco de Oro. También reclamado por Wellex Group Inc. (TWGI) propiedad de William Gatchalian Estrada es el verdadero propietario de la cuenta de José Velarde.
Tras abandonar la universidad y hacerse miembro de una pandilla, su familia le prohibió usar el apellido "Ejército", por lo cual adoptó el apellido "Estrada". Fue perdonado en octubre de 2007 por la presidenta Macapagal de investigaciones de corrupción.
Su madre murió el 12 de enero de 2009 a los 103 años.